# الأمن الغذائي خلال جائحة كوفيد-19
| المرحلة الأولى (طفيفة) المرحلة الثانية (مهدد) المرحلة الثالثة (أزمة) المرحلة الرابعة (حالة طوارئ) المرحلة الخامسة (كارثية) | لا بيانات غير مدرجة غير مدرج بياناته تهديد طفيف بؤرة ساخنة |

درجة الأمن الغذائي حول العالم في 2020 طبقا للتصنيف المرحلي المتكامل للأمن الغذائي:

اشتد انعدام الأمن الغذائي خلال جائحة كوفيد-19 في العديد من الأماكن- كان هناك تحذيرات في الربع الثاني من عام 2020 من حدوث مجاعة في وقت لاحق من ذلك العام. وفقًا للتوقعات المسبقة، من المحتمل أن يموت مئات آلاف الأشخاص ويعاني ملايين آخرون من الجوع في حال لم تبذل جهود جماعية لمعالجة قضايا الأمن الغذائي. اعتبارًا من أكتوبر 2020، خفضت هذه الجهود من انتشار المجاعة على نطاق واسع بسبب جائحة كوفيد-19.
كان الخوف من المجاعات الناتجة عن الركود الاقتصادي بعد كوفيد-19 وعن بعض الإجراءات المتخذة لمنع انتشاره. بالإضافة إلى ذلك، يعتبر أيضًا غزو الجراد في الفترة بين 2019-2021، والحروب المستمرة والاضطرابات السياسية في بعض الدول أسبابًا محلية للجوع أيضًا.
قال رئيس الوزراء الإيطالي ماريو دراغي في افتتاح القمة التمهيدية لنظم الغذاء التابعة للأمم المتحدة في روما، «إن الأزمة الصحية (كوفيد-19) أدت إلى أزمة غذائية»، مستشهدًا ببيانات تظهر أن سوء التغذية أصبح السبب الرئيسي للمرض والموت في العالم.
ألقى ديفيد بيسلي، المدير التنفيذي لبرنامج الغذاء العالمي، في سبتمبر عام 2020، كلمة أمام مجلس الأمن التابع للأمم المتحدة، أشار فيها إلى أن التدابير التي اتخذتها الدول المانحة على مدار الأشهر الخمسة السابقة، بما فيها منح 17 تريليون دولار من الحوافز المالية والدعم للبنك المركزي، وتعليق سداد الدين الذي أقره صندوق النقد الدولي وبلدان مجموعة العشرين لصالح البلدان الأكثر فقرًا، ودعم المانحين لبرامج برنامج الأغذية العالمي، قد نجحت في تفادي المجاعة الوشيكة، وساعدت 270 مليون شخص معرضين لخطر المجاعة. بيد أنه حذر من أنه وبالرغم من منع حدوث مجاعة جماعية في البلدان الفقيرة، غير أن هناك حاجة إلى مزيد من الإجراءات من جانب الجهات المانحة لمنع حدوث مجاعة في عام 2021 مع استمرار الوباء والصراعات الإقليمية بدون انقطاع. عندما بدأت قضايا الغذاء التي أثارتها الجائحة بالخمود، أثار الغزو الروسي لأوكرانيا في عام 2022 أزمة غذائية عالمية أخرى ضاعفت من الأسعار المتفاقمة مسبقًا.

## خلفية

### تفشي الجراد
أدت أنماط الطقس الاستثنائية في عام 2018، بما فيها الأمطار الغزيرة، إلى نمو هائل في أعداد الجراد الصحراوي في شبه الجزيرة العربية والقرن الأفريقي خلال عام 2019. يشكل الجراد أسرابًا تستمر لتدمر المحاصيل، مما يقلل من توفر الغذاء لكل من المواشي والبشر. صرحت منظمة الأغذية والزراعة والبنك الدولي أن 23 بلدًا قد تأثرت بتفشي الجراد، وقدرت الأضرار في الممتلكات لوحدها بنحو 8.5 مليار دولار. يقدر أن نحو 24 مليون شخص تقريبًا في المناطق المرتبطة يعانون من ضعف الأمن الغذائي في يوليو 2020.
أثارت موجة الجراد الجديدة المنتشرة في أنحاء أفريقيا في يونيو2020 أيضًا مخاوف من أن نقص الإمدادات، خاصة في بلدان مثل سوريا واليمن والهند وإثيوبيا، يمكن أن يؤدي إلى تصعيد المجاعة في تلك المناطق.

### جائحة كوفيد-19
طبقت العديد من حكومات البلدان عمليات إغلاق على مستوى البلاد وقيودًا على السفر الدولي بعد الانتشار العالمي لفيروس كورونا سارس-كوف-2، وبالتالي المرض المرتبط به وهو مرض فيروس كورونا المرضي 2019، بغرض منع انتشار المرض. نتيجة لهذه الاحتياطات والذعر في عمليات الشراء، ارتفع العجز المرتبط بجائحة كوفيد-19 بشكل كبير بينما انخفضت قدرات توصيل المساعدات من الدول ذات الدخل المرتفع. في الوقت نفسه، خسر العديد من العاملين الفقراء في الدول ذات الدخل المنخفض والمتوسط وظائفهم أيضًا أو قدرتهم على الزراعة نتيجة هذه الإغلاقات، في حين أن الأطفال لم يتمكنوا من الحصول على وجباتهم المدرسية بسبب إغلاق التعليم في معظم أنحاء العالم.
استمر الوضع حتى عام 2021 وما بعدها مثل أزمة سلسلة التوريد العالمية2021-2022 التي أثرت على توصيل الغذاء وأزمة الطاقة العالمية 2021-2022 التي أثرت على إنتاج الأسمدة البتروكيماوية الضرورية لإنتاج الغذاء.
توفي بشكل مؤكد 6,213,406 شخصًا بسبب كوفيد-19، لكن منظمة أوكسفام أشارت في تقريرها الصادر في يوليو 2020 إلى أنه في حال تضمين أولئك الذين توفوا نتيجةً لنقص الغذاء، فإن الرقم سيكون أعلى بكثير. توقعت أوكسفام في يوليو 2020 أنه بحلول نهاية العام «يمكن أن يموت 12 ألف شخص يوميًا بسبب الجوع المرتبط بكوفيد-19»، وصرحت الأمم المتحدة بأن 265 مليون شخصًا يواجهون انعدامًا حادًا في الأمن الغذائي- أي زيادة 135 مليون شخص نتيجةً للجائحة.
حذر رئيس برنامج الغذاء العالمي في أبريل 2020 أنه بدون الدعم المادي المستمر من الدول الغربية، فإن 30 مليون شخصًا مدعومين من البرنامج معرضون لخطر الموت نتيجة انعدام الأمن الغذائي عام 2020.
أصدرت أوكسفام في 9 يوليو تقريرًا سلطت فيه الضوء على عشرة مناطق «جوع مفرط» إلى جانب «بؤر جوع ناشئة»، من ضمنها مناطق في أمريكا الجنوبية، وأفريقيا، والشرق الأوسط وجنوب آسيا. في الربع الثالث، تكرر تأكيد المخاوف في صحيفة نيويورك تايمز ونشر كل من برنامج الغذاء العالمي ومنظمة الصحة العالمية تصاريحًا تشير إلى تأثير إغلاق كوفيد-19 على سبل العيش والأمن الغذائي، وصرحت صحيفة نيويورك أن: «لا ترقى المأساة المنتشرة لتكون مجاعة، فإن الطعام يبقى متوفرًا على نطاق واسع في معظم أنحاء العالم، على الرغم من ارتفاع الأسعار في العديد من البلدان. بدلًا من ذلك، من المتوقع أن ينكمش الاقتصاد العالمي تقريبًا بنسبة 5 بالمئة هذا العام، ويعاني مئات ملايين الأشخاص من أزمة متصاعدة بشأن كيفية تأمين احتياجاتهم الغذائية الأساسية».

### النزاعات المسلحة
ما تزال العديد من النزاعات المسلحة وأزمات النزوح مستمرة، بما فيها تلك المرتبطة بالحرب الأهلية اليمنية، والحرب الأهلية السورية، والتمرد في المغرب العربي، والحرب الروسية الأوكرانية والنزاع الأفغاني. يعد إنتاج الغذاء ونقله عبر مناطق النزاعات المسلحة ضعيفًا، ويؤدي كل من النزاع السياسي والمسلح إلى عمليات نزوح كبيرة بما فيها لاجئو الحرب الأهلية السورية وأزمة اللاجئين الفنزويليين. نتيجةً لذلك، هذه المناطق معرضة أكثر للمجاعات وانعدام الأمن الغذائي فيها مرتفع.

## التقرير العالمي عن أزمات الأغذية
حذر برنامج الغذاء العالمي التابع للأمم المتحدة في 21 أبريل من توقعات حدوث مجاعة «ذات أبعاد توراتية» في عدة أجزاء من العالم نتيجةً للجائحة. أشار إصدار التقرير العالمي لعام 2020 حول الأزمات الغذائية إلى أن 55 دولة معرضة للخطر، وقدر ديفيد بيسلي أنه في أسوأ السيناريوهات قد تتعرض «نحو ثلاثين دولة» للمجاعة.
توقعت الأمم المتحدة أن الدول الأعضاء التالية سيكون فيها مناطق كبيرة ذات أمن غذائي ضعيف ومصنفة أنها في حالة «إجهاد» (المستوى الأول من التصنيف المرحلي المتكامل للأمن الغذائي)، أو «أزمة» (المستوى الثالث من التصنيف)، أو «طوارئ» (المستوى الرابع من التصنيف) أو «طوارئ حرجة» (المستوى الخامس من التصنيف) في عام 2020، وهي:
- أفغانستان
- أنغولا
- بوركينا فاسو
- الرأس الأخضر
- الكاميرون
- جمهورية أفريقيا الوسطى
- تشاد
- ساحل العاج
- جمهورية الكونغو الديمقراطية
- السلفادور
- إسواتيني
- إثيوبيا
- غامبيا
- غواتيمالا
- غينيا
- غينيا بيساو
- هايتي
- هندوراس
- العراق
- كينيا
- ليسوتو
- ليبيريا
- ليبيا
- مدغشقر
- مالاوي
- مالي
- موريتانيا
- الموزمبيق
- ميانمار
- نيكاراغوا
- النيجر
- نيجيريا
- باكستان
- رواندا
- السنغال
- سيراليون
- الصومال
- جنوب السودان
- السودان
- سوريا*
- أوغندا
- تنزانيا
- فينزويلا
- اليمن*
- زامبيا
- زيمبابوي

وأطلقت تحذيرًا حول المناطق التالية:
- بنغلاديش، لاجئو روهينغيا في كوكس بازار.
- كولومبيا، من بينهم المهاجرون واللاجئون الفنزويليون*
- جيبوتي
- إكوادور، من بينهم المهاجرون واللاجئون الفنزويليون*
- لبنان، من بينهم اللاجئون السوريون*
- فلسطين
- تركيا، من بينهم اللاجئون السوريون*
- أوكرانيا، في أوبلاست لوهانسك ودونيتسك:
  - جمهورية دونيتسك الشعبية (غير معترف بها من الأمم المتحدة)
  - جمهورية لوهانسك الشعبية (غير معترف بها من الأمم المتحدة)

تشير علامة النجمة (*) إلى أن منظمة أوكسفام تعتبر هذه البلاد نقطة ساخنة «للجوع المفرط»، كما أشار تقرير أوكسفام الصادر في يوليو 2020. تواجه هذه المناطق العشرة الرئيسية «للجوع المفرط»، التي تشكل 65% من إجمالي السكان، أزمة جوع (المستوى الثالث من التصنيف أو أعلى) بما فيها أفغانستان، وجمهورية الكونغو الديمقراطية، وإثيوبيا، وهايتي، وجنوب السودان، وسوريا، وفنزويلا، واليمن وساحل غرب أفريقيا (بما فيه بوركينا فاسو، وتشاد، ومالي، وموريتانيا، والنيجر، ونيجيريا والسنغال). يُشار أيضًا إلى «بؤر الجوع الناشئة»، إلى جانب المناطق المنكوبة بالمجاعات، في البرازيل والهند واليمن وجنوب أفريقيا والساحل. أطلقت الأمم المتحدة «دعوة عاجلة» لتحسين البيانات الإحصائية في عدة بلدان قد تكون معرضة للخطر، بما فيها الكونغو وكوريا الشمالية، وإريتريا، وقيرغيزستان، ونيبال، والفيليبين وسيريلانكا.

## التأثير حسب المنطقة

### الأمريكيتين

#### البرازيل
صنفت البرازيل بأنها «بؤرة جوع ناشئة» وفقًا لمنظمة أوكسفام. يعتبر 38 مليون شخص في البرازيل جزءًا من الاقتصاد غير الرسمي، مع دخول الأغلبية العظمى في حالة بطالة نتيجة للإغلاق المحلي. عانت العديد من الفافيلا (الأحياء العشوائية) من إمداد مياه ضعيف أو انقطاع في إمداد المياه أثناء الجائحة، مما أدى إلى تفاقم المخاوف بشأن الوصول إلى الغذاء والماء. في مارس 2020، وافق المجلس الوطني للبرازيل على خطة دفع 600 ريئس (ريال برازيلي) (114 دولار أمريكي) للعمال غير الرسميين. من ناحية ثانية، انتقدت مؤسسة كاريتاس الدولية الأمر وصرح مديرها التنفيذي البرازيلي قائلًا: «الآن، الأمر يتعلق فقط بالطعام».